# Leonid Žabotinskij
Leonid Žabotinskij (rusky Леонид Иванович Жаботинский; 28. ledna 1938 – 14. ledna 2016, Uspenka) byl sovětský vzpěrač. Je znám též pod příjmením Žabotinský.
Je olympijským vítězem ve vzpírání z olympijských her v Tokiu v roce 1964 a v Ciudad de México v roce 1968.